# Fontvieille (Monaco)
Pour les articles homonymes, voir Fontvieille (homonymie).
Fontvieille (monégasque : Funtanaveya) est un quartier situé dans la partie ouest de la principauté de Monaco. Sa superficie est de 0,33 km2.

## Description
Fontvieille comporte une église, des usines, des bureaux et des habitations, un centre de secours des sapeurs-pompiers monégasques, un centre commercial avec galerie marchande et un héliport.
C'est un terre-plein, soit un quartier quasi intégralement gagné sur la mer (entre 1966 et 1973), sur un projet de l'architecte Manfredi Nicoletti. Une petite portion du terre-plein de Fontvieille appartient à la commune de Cap-d'Ail (République française).
C’est également ici que se trouve l'un des trois ports de plaisance de la principauté, le port de Fontvieille.
On y trouve des habitations à caractère luxueux, et un grand nombre d’immeubles domaniaux (secteur public) destinés à permettre aux Monégasques de trouver un logement dont le loyer ne soit pas prohibitif.
Ce quartier est également l’hôte du nouveau stade Louis-II qui abrite, outre le terrain de football sur lequel évolue l’AS Monaco, une piscine, un bassin de plongée, une salle polyvalente (basketball, handball, volleyball), de nombreux bureaux et l’université internationale de Monaco (IUM) (anglophone).

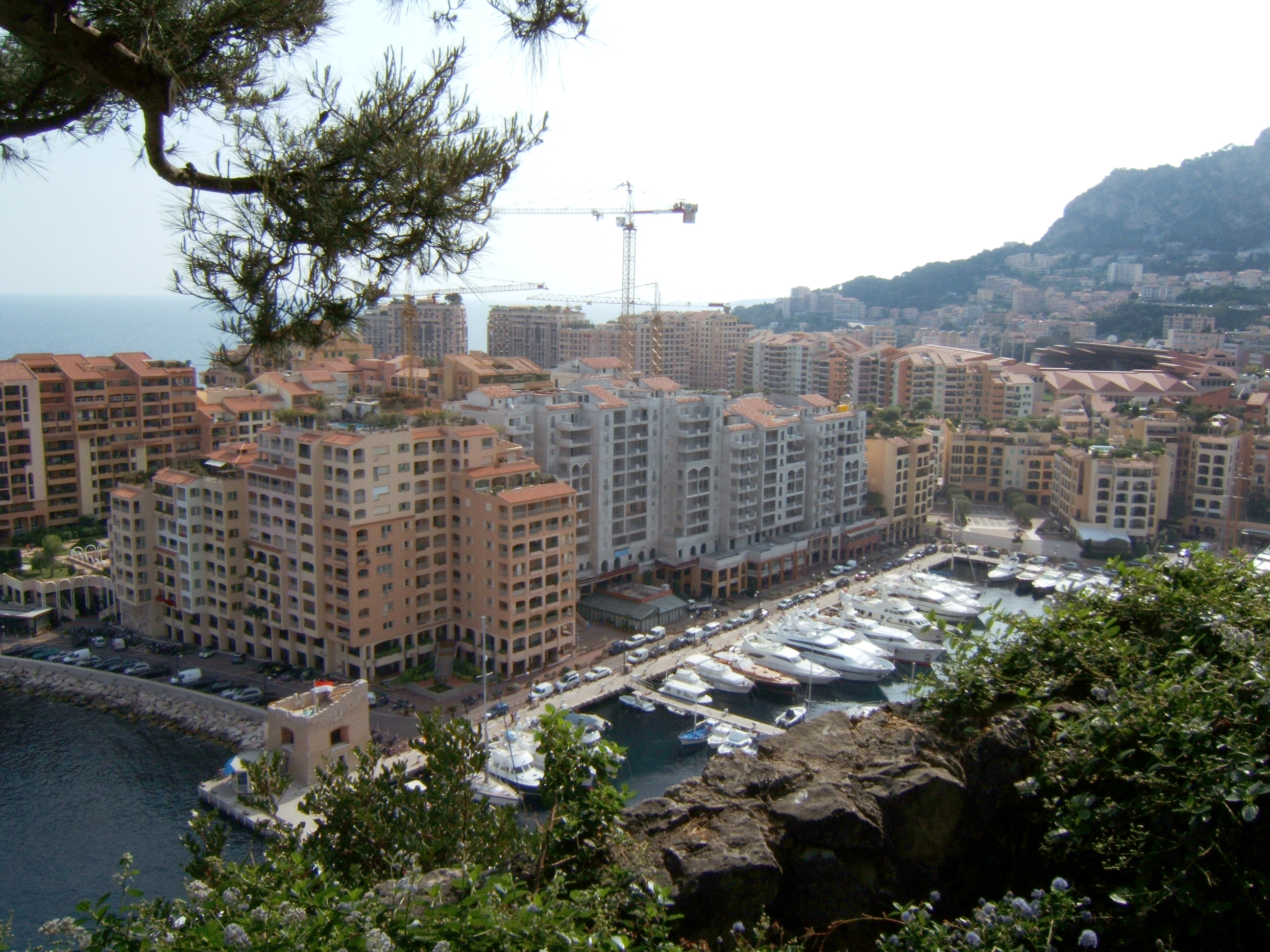
Le port de Fontvieille avec le quai Jean-Charles-Rey.
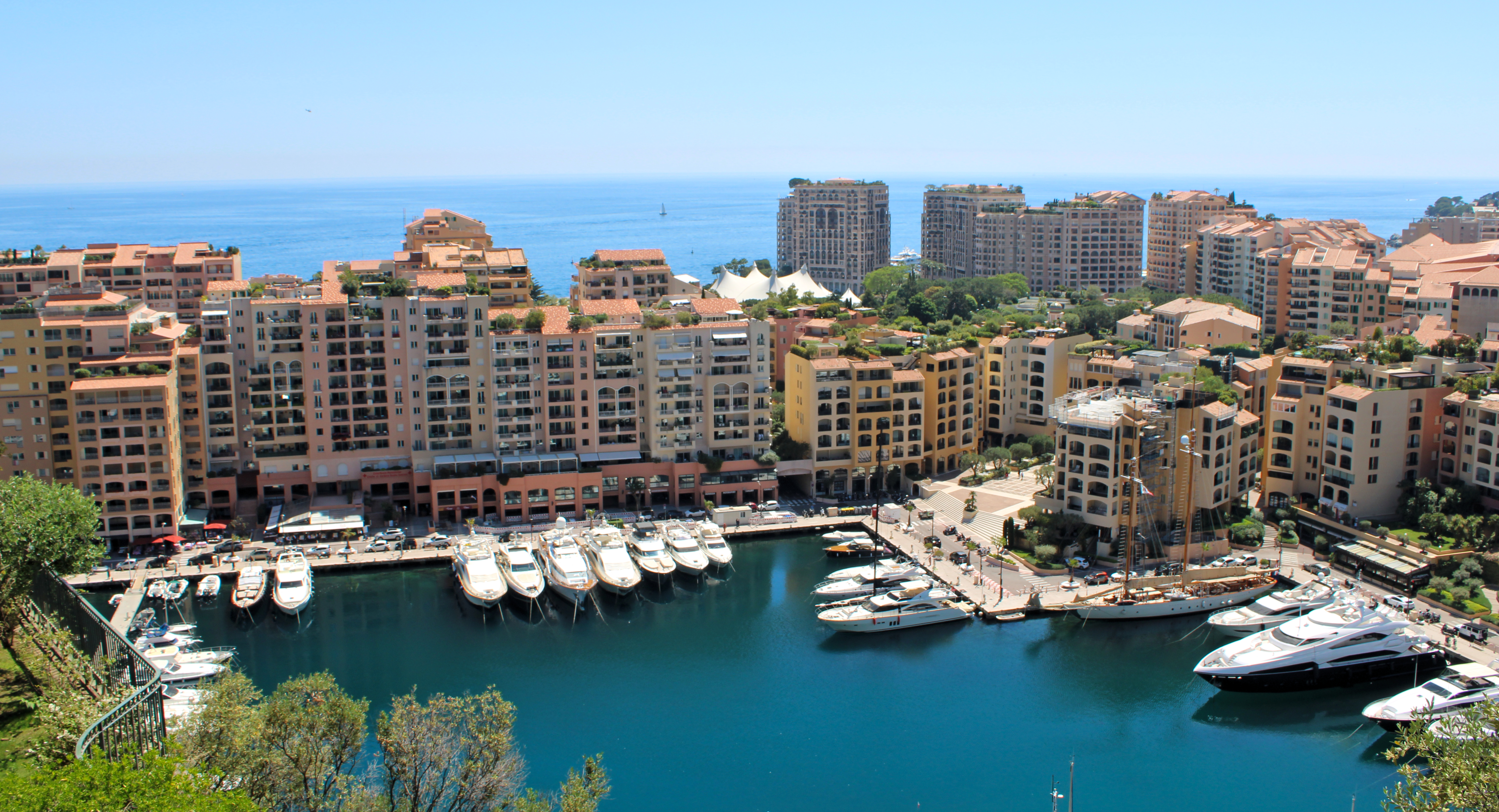
Le quartier.
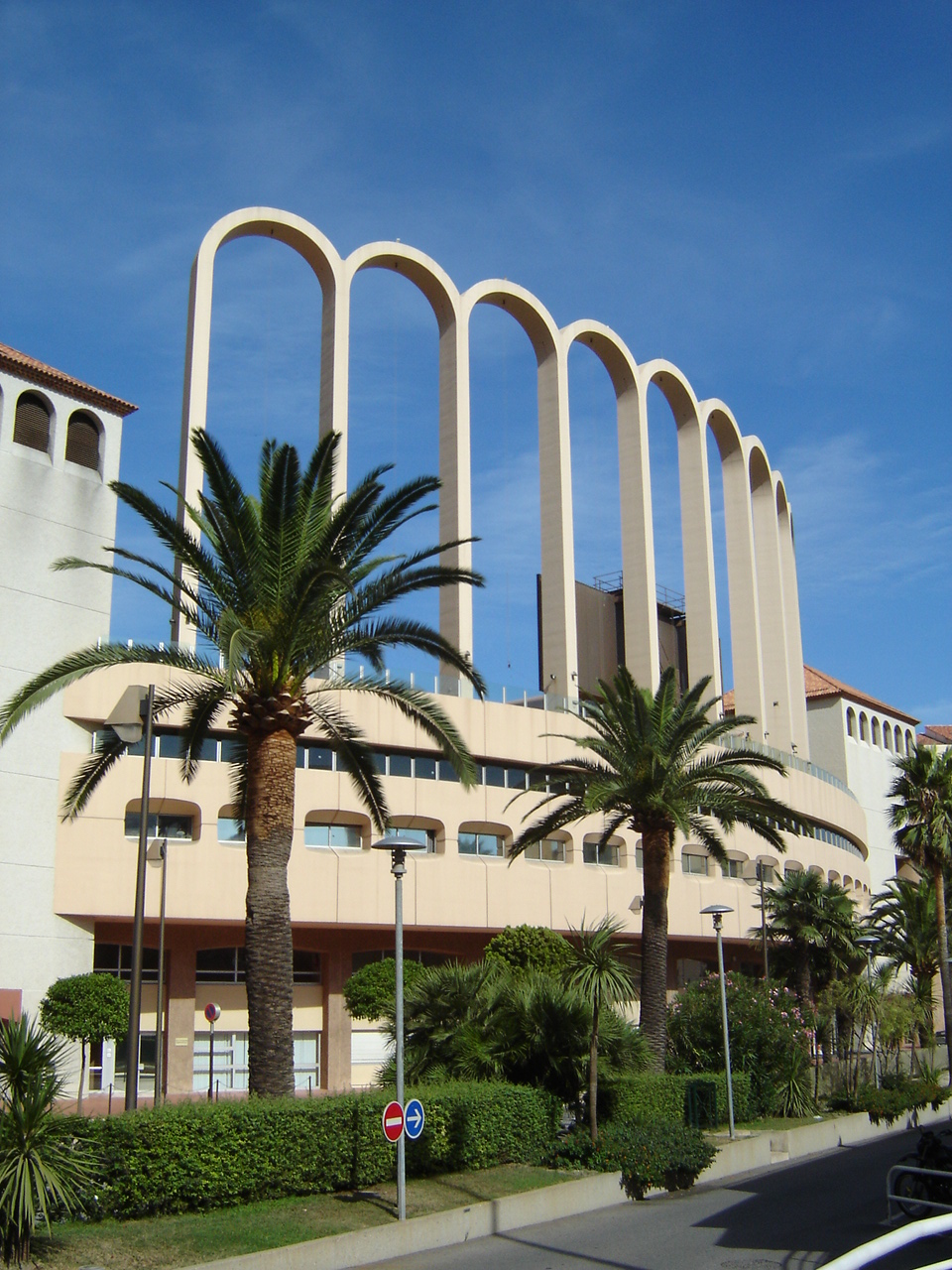
Le stade Louis-II.
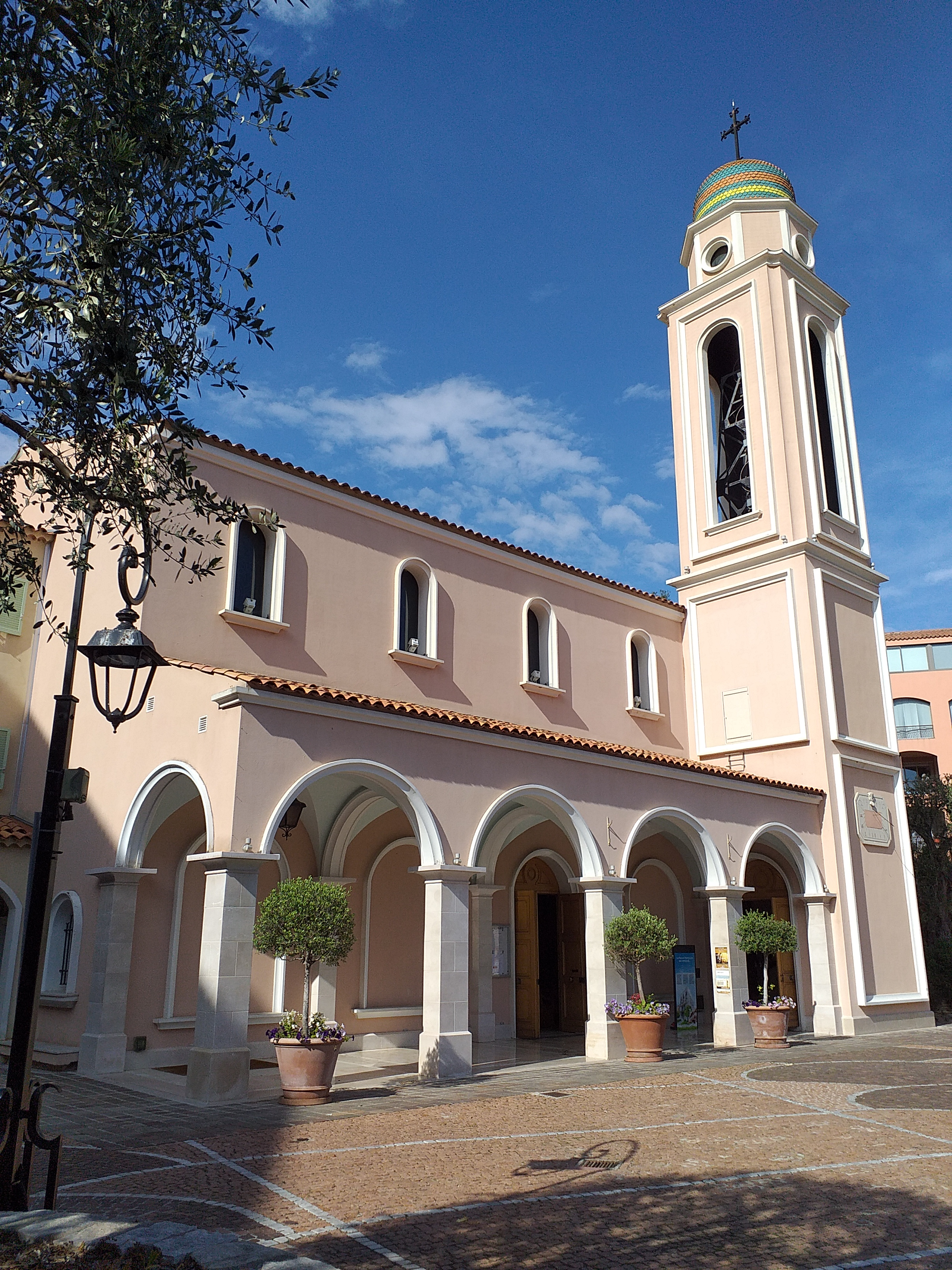
L'église Saint-Nicolas.

## Lieux et monuments
- Église Saint-Nicolas de Fontvieille
- Héliport de Monaco
- Stade Louis-II